# Präsidentschafts- und Parlamentswahl in Panama 2014
Die Präsidentschafts- und Parlamentswahl in Panama 2014 fand am 4. Mai statt. Bei ihr wurden der Staatspräsident und die Mitglieder der Nationalversammlung gewählt. 

## Ergebnis

### Präsidentschaftswahl
| Kandidaten                                                                                      | Kandidaten                                    | Stimmen   | %    | Listen                             | Stimmen   | %    |
| ----------------------------------------------------------------------------------------------- | --------------------------------------------- | --------- | ---- | ---------------------------------- | --------- | ---- |
|                                                                                                 | Juan Carlos Varela (El Pueblo primero)gewählt | 724.762   | 39,1 | Partido Panameñista                | 563.584   | 30,4 |
| Partido Popular                                                                                 | Juan Carlos Varela (El Pueblo primero)gewählt | 724.762   | 39,1 | 161.178                            | 8,7       |      |
|                                                                                                 | José Domingo Arias (Unidos por un Cambio)     | 581.828   | 31,4 | Cambio Democrático                 | 483.309   | 26,1 |
| Movimiento Liberal Republicano Nacionalista                                                     | José Domingo Arias (Unidos por un Cambio)     | 581.828   | 31,4 | 98.519                             | 5,3       |      |
|                                                                                                 | Juan Carlos Navarro                           | 521.842   | 28,1 | Partido Revolucionario Democrático | 521.842   | 28,1 |
|                                                                                                 | Genaro López                                  | 11.127    | 0,6  | Frente Amplio por la Democracia    | 11.127    | 0,6  |
|                                                                                                 | Juan Jované                                   | 10.805    | 0,6  | Parteilos (Chocolate)              | 10.805    | 0,6  |
|                                                                                                 | Esteban Rodríguez                             | 2.240     | 0,1  | Parteilos (Celeste)                | 2.240     | 0,1  |
|                                                                                                 | Gerardo Barroso                               | 1.598     | 0,1  | Parteilos (Verde)                  | 1.598     | 0,1  |
| Gesamt                                                                                          | Gesamt                                        | 1.854.202 | 100  |                                    | 1.854.202 | 100  |
|                                                                                                 |                                               |           |      |                                    |           |      |
| Ungültige Stimmen                                                                               | Ungültige Stimmen                             | 32.106    | –    |                                    |           |      |
| Wähler                                                                                          | Wähler                                        | 1.886.308 | 76,8 |                                    |           |      |
| Wahlberechtigte                                                                                 | Wahlberechtigte                               | 2.457.401 |      |                                    |           |      |
|                                                                                                 |                                               |           |      |                                    |           |      |
| Quellen: Acta de Junta nacional de escrutinio – Tribunal electoral, Kandidaten, Wahlbeteiligung |                                               |           |      |                                    |           |      |

### Parlamentswahl
| Listen                                        | Listen                                      | Stimmen   | %    | Mandate |
| --------------------------------------------- | ------------------------------------------- | --------- | ---- | ------- |
|                                               | Cambio Democrático                          | 573.603   | 33,7 | 30      |
|                                               | Partido Revolucionario Democrático          | 535.747   | 31,5 | 25      |
|                                               | Partido Panameñista                         | 343.880   | 20,2 | 12      |
|                                               | Movimiento Liberal Republicano Nacionalista | 121.815   | 7,2  | 2       |
|                                               | Partido Popular                             | 56.629    | 3,3  | 1       |
|                                               | Frente Amplio por la Democracia             | 17.224    | 1,0  | –       |
|                                               | Unabhängigen 1                              | 52.184    | 3,1  | 1       |
| Gesamt                                        | Gesamt                                      | 1.701.082 | 100  | 71      |
|                                               |                                             |           |      |         |
| Ungültige Stimmen                             | Ungültige Stimmen                           | 146.718   | 7,9  |         |
| Wähler                                        | Wähler                                      | 1.847.800 | 75,2 |         |
| Wahlberechtigte                               | Wahlberechtigte                             | 2.457.401 |      |         |
|                                               |                                             |           |      |         |
| Quellen: Tribunal electoral, Stimmen, Mandate |                                             |           |      |         |

- 1 Davon: Wahlgruppe Celeste: 39.516 Stimmen; Wahlgruppe Verde: 6.653; Wahlgruppe Chocolate: 6.015 Stimmen